# Eschweilera macrocarpa
Eschweilera macrocarpa là một loài thực vật có hoa trong họ Lecythidaceae. Loài này được Pittier mô tả khoa học đầu tiên năm 1937.